# Сан Чезарео I (Салерно)
Сан Чезарео I је насеље у Италији у округу Салерно, региону Кампанија.
Према процени из 2011. у насељу је живело 27 становника. Насеље се налази на надморској висини од 26 м.